# Harpiola grisea
Harpiola grisea is een zoogdier uit de familie van de gladneuzen (Vespertilionidae). De wetenschappelijke naam van de soort werd voor het eerst geldig gepubliceerd door Peters in 1872.

## Voorkomen
De soort komt voor in India.